# Marcin Wolniewski
Marcin Wolniewski (ur. w 1974 w Łodzi) – polski dyrygent, wykładowca akademicki.

## Życiorys
Ukończył dyrygenturę symfoniczno-operową w Akademii Muzycznej im. K. Lipińskiego we Wrocławiu w klasie prof. Mieczysława Gawrońskiego oraz dyrygenturę chóralną w Akademii Muzycznej im. G. i K. Bacewiczów w Łodzi (dyplom z wyróżnieniem w klasie prof. Tadeusza Błaszczyka). Wykształcenie zdobyte w Polsce uzupełnił w Wyższej Szkole Muzycznej im. F. Liszta w Weimarze, studiując dyrygenturę symfoniczną w klasie prof. Nicolasa Pasquet oraz dyrygenturę operową pod kierunkiem prof. Güntera Kahlerta.
Od 2003 r. jest pracownikiem Akademii Muzycznej im. Grażyny i Kiejstuta Bacewiczów w Łodzi, obecnie w stopniu profesora sztuki. Prowadzi zajęcia na kierunkach Dyrygentura oraz Edukacja Artystyczna w Zakresie Sztuki Muzycznej. W latach 2005–2012 kierował Orkiestrą Kameralną Akademii Muzycznej w Łodzi. Od roku 2012 pełni obowiązki dyrygenta-szefa Orkiestry Symfonicznej łódzkiej Akademii. W latach 2012–2016 pełnił funkcję prodziekana Wydziału Kompozycji, Teorii Muzyki, Dyrygentury, Rytmiki i Edukacji Muzycznej. Na kadencje 2016–2020 oraz 2020–2024 został wybrany dziekanem tego wydziału. Zasiada w jury konkursów muzycznych. Wiosną 2018 r. został zaproszony do poprowadzenia Conducting Masterclasses w Conservatoire du Luxemburg.
W roku 2003 rozpoczął współpracę z zespołami Filharmonii Łódzkiej im. A. Rubinsteina. W latach 2005–2010 pełnił w tej instytucji funkcję stałego dyrygenta-asystenta. Przygotowywał koncerty dla znakomitości świata dyrygenckiego, m.in.: Jerzego Maksymiuka, Jana Krenza, Tadeusza Strugały oraz Krzysztofa Pendereckiego. Z zespołami łódzkiej Filharmonii poprowadził kilkadziesiąt koncertów z różnorodnymi programami, w których znalazły się m.in.: łódzka premiera Requiem A. Lloyd-Webbera, Stabat mater F. Poulenca, VII Koncert skrzypcowy G. Bacewicz (z Danielem Stabrawą w partii solo), Harnasie K. Szymanwskiego, Exodus W. Kilara, Te Deum i Missa In tempore belli J. Haydna i wiele innych. W latach 2014–2015 współpracował z Teatrem Muzycznym w Łodzi. Od roku 2015 intensywnie współpracuje z agencjami artystycznymi Pro Musica i Highlight-Concerts.
W gronie solistów, z którymi występował znajdują się m.in.: Daniel Stabrawa, Piotr Pławner, Katia Buniatashvili, Roman Rabinovich, Katarzyna Duda, Janos Balint, Paweł Kowalski, Tytus Wojnowicz, Urszula Kryger, Janusz Wawrowski, Wojciech Waleczek, Christian Lanza, Kevin Kenner i inni.
Aktywna działalność koncertowa Marcina Wolniewskiego obejmuje występy z większością polskich orkiestr filharmonicznych oraz liczne występy w kraju i za granicą z orkiestrami impresaryjnymi. Z kierowaną przez siebie Orkiestrą Symfoniczną Akademii Muzycznej w Łodzi prowadzi ożywioną działalność koncertową, występując nie tylko w Łodzi, ale też w wielu innych ośrodkach Polski (m.in. Kraków, Poznań, Katowice, Kielce, Częstochowa).
Prowadził koncerty w ramach ogólnopolskich i międzynarodowych festiwali muzycznych m.in.: VII Festiwalu „Ogrody muzyczne” (Warszawa 2007), VIII i XIII Festiwalu „Kolory Polski” (Łódź 2007, 2012), II Łódzkiej Wielkanocy Muzycznej (Łódź 2009) i wielu innych.
Jako pierwszy dyrygent w Polsce przygotował polską premierę, a następnie wielokrotnie prowadził pokazy nagrodzonego Oscarem 2007 filmu animowanego Piotruś i wilk zrealizowanego w łódzkiej wytwórni Se-ma-for, z wykonywaną na żywo przez orkiestrę muzyką S. Prokofiewa. W maju 2009 roku, jako pierwszy dyrygent na świecie, kierował plenerowym pokazem filmu 2001:Odyseja kosmiczna S. Kubrick’a, z wykonywaną na żywo przez zespoły Filharmonii Łódzkiej muzyką G. Ligetiego, R. Straussa, A. Chaczaturiana i J. Straussa.
Sprawował kierownictwo muzyczne akademickich spektakli operowych łódzkiej Akademii wystawionych m.in. na deskach Teatru Wielkiego w Łodzi, w sali koncertowej Akademii Muzycznej w Łodzi, Filharmonii Świętokrzyskiej i łódzkiej ASP (Xerxes G.F. Haendla 2006 r., Wesele Figara W.A. Mozarta 2007 r., Weksel małżeński G. Rossiniego 2008 r., Aleko S. Rachmaninowa 2014 r., Abu Hassan von Webera 2016 r., Semele Haendla 2017 r. - spektakl zdobył nagrodę Łódzkie sukcesu, Flis S. Moniuszki 2019).
W ramach współpracy z impresariatami prowadził kilka serii koncertów zatytułowanych Die Grosse Verdi Gala oraz Verdi-Nacht z udziałem m.in. popularnego tenora Christiana Lanzy (wnuka słynnego Mario). W roku 2018 objął kierownictwo muzyczne projektu The Best of Ennio Morricone Tour 2018, zakończonego olbrzymim sukcesem i powtórzonego w roku 2019. Występował w renomowanych europejskich salach koncertowych, wśród których warto wymienić: Berlin Philharmonie, Gewandhaus Leipzig, Tonhalle Zurich, Stadtcasino Basel, Kulturcasino Bern, Victoria Hall Geneva, Tonhalle St. Gallen, Die Glocke Bremen, Alte Oper Frankfurt am Main, Kulturpalast Dreseden, Kurhaus Wiesbaden, Liederhalle Stuttgart, Laeiszhalle Hamburg, Musikhuset Goeteborg, Tonhalle Düsseldorf i wiele innych.
W dorobku fonograficznym posiada: CD z rejestracją oper Aleko S. Rachmaninowa (2015) i Abu Hassan C. M. von Webera (2017), CD z klasycznymi koncertami fagotowymi (2012) w wykonaniu fagocisty prof. Krzysztofa Kamińskiego i Orkiestry Kameralnej łódzkiej Akademii Muzycznej (zawierające pierwsze polskie nagranie Koncertu fagotowego J.N. Hummla), DVD z nagraniem Requiem G. Faure (2008), będące rejestracją uroczystego koncertu z okazji rocznicy śmierci papieża Jana Pawła II, który odbył się w łódzkiej archikatedrze oraz zarejestrowaną w kwietniu 2006 r. w Studio im. A. Osieckiej pr. III Polskiego Radia w Warszawie koncertową płytę CD zespołu Varius Manx pt. Varius Manx symfonicznie.
Jest autorem książki pt. Specyfika procesu przygotowania dzieła muzycznego w pracy dyrygenta z orkiestrą akademicką (2011), poruszającej problematykę pracy dyrygenta z orkiestrami studenckimi.
W 2014 roku, za szczególny wkład w rozwój polskiej kultury muzycznej został odznaczony przez Prezydenta RP Brązowym Krzyżem Zasługi. Był również kilkakrotnie honorowany nagrodami JM Rektora Akademii Muzycznej im. G. i K. Bacewiczów w Łodzi.